# Altopiano della Meja-Gardetta
L'altopiano della Gardetta (o altopiano della Meja-Gardetta) è un altopiano delle Alpi Cozie.

## Descrizione
L'altopiano è situato ad un'altezza superiore ai duemila metri tra la Valle Stura di Demonte e la Valle Maira; è dominato dalla vetta dolomitica di Rocca la Meja, con resti di insediamenti militari alla Bandia e presso la Gardetta.
È una meta molto apprezzata dagli amanti della mountain bike e del trekking.